# Shimizu-Tunnel
Der Shimizu-Tunnel (jap. 清水トンネル Shimizu tonneru) ist ein Eisenbahntunnel auf der japanischen Insel Honshū. Er ist 9,702 km lang und verbindet Minakami in der Präfektur Gunma mit Yuzawa in der Präfektur Niigata, wobei er das Mikuni-Gebirge durchquert. Der eingleisige Tunnel verläuft unter dem Berg Tanigawa-dake hindurch. Befahren wird er von südwärts verkehrenden Zügen auf der Jōetsu-Linie. Nordwärts verkehrende Züge nutzen den Shin-Shimizu-Tunnel, Hochgeschwindigkeitszüge den Dai-Shimizu-Tunnel.

## Geschichte
Seit 1888 verband die Shin’etsu-Hauptlinie die Hauptstadt Tokio mit der Hafenstadt Niigata an der Nordwestküste Honshūs. Die Strecke machte dabei ab Takasaki einen langen Umweg über Nagano und Naoetsu. Sie bewältigte unter anderem den Usui-Pass, der wegen seiner Steilheit und des Zahnradbahnabschnitts ein bedeutender Flaschenhals war. Besonders der stark zunehmende Güterverkehr während des Ersten Weltkriegs zeigte die begrenzte Kapazität der Shin’etsu-Hauptlinie auf. Im Juni 1919 begann das Eisenbahnministerium im schwierigen Gelände mit den Vermessungsarbeiten, die bis Ende 1921 dauerten; der eigentliche Strecken- und Tunnelbau begann im August 1922. Der Durchschlag erfolgte im Dezember 1929, die Eröffnung am 1. September 1931. Zwischen Tokio und Niigata verkürzte sich die Reise dadurch um 98 Kilometer bzw. um etwa vier Stunden.
Die neun Jahre dauernden Arbeiten unterstanden der direkten Kontrolle des Eisenbahnministeriums, die Gesamtkosten beliefen sich auf 11,7 Millionen Yen. Insgesamt verloren 48 Arbeiter ihr Leben. Der Tunnel war zu lang, um von Dampflokomotiven befahren werden zu können, weshalb die gesamte Jōetsu-Linie von Anfang an elektrifiziert war. Der spätere Literaturnobelpreisträger Kawabata Yasunari beschrieb den Tunnel in der 1937 veröffentlichten Erzählung Schneeland. Über drei Jahrzehnte lang war der Shimizu-Tunnel der längste Eisenbahntunnel Japans, bis zur Eröffnung des Hokuriku-Tunnels im Jahr 1962. Im Rahmen des Doppelspurausbaus der Jōetsu-Linie wurde der Shimizu-Tunnel nicht verbreitert, sondern durch den 1967 eröffneten, tiefer liegenden Shin-Shimizu-Tunnel ergänzt; seither wird er nur in einer Richtung befahren.